# Queen's Flower
Queen's Flower (en hangul, 여왕의 꽃; romanización revisada, Yeowangui kkot) también conocida como Victoria, es una serie de televisión surcoreana emitida por MBC TV y protagonizada por Kim Sung Ryung, Lee Sung Kyung, Lee Jong-hyuk y Yoon Park. Fue trasmitida desde el 14 de marzo hasta el 30 de agosto de 2015, con una longitud de 50 episodios emitidos cada sábados y domingos a las 22:00 (KST).

## Argumento
Lee Soo Jung se encuentra casi al colapso, cuando su novio la deja a ella y a su bebé recién nacido debido a problemas financieros. Así Soo Jung da a su hija en adopción, luego emigra a los Estados Unidos en busca del sueño americano. Allí, ella cambia su nombre por el de Rena Jung y entra en una escuela culinaria. Pero el éxito la llena, obligándola a volver a Corea veinte años más tarde. Aún hermosa y extremadamente ambicioso, Rena se convierte en una chef celebridad que presenta su propio programa de cocina. Ella no tiene reparos en forjar su camino, manipulando a la gente, y robando las ideas de otros. Su objetivo final es casarse sin estar enamorada, solo por la riqueza y la fama, su objetivo es Park Min Joon, el hijo mayor del presidente del TNC Group.
Park Min Joon perdió a su madre a una edad temprana, y su padre Park Tae Soo se volvió a casar, pero su madrastra Ma Hee Ra inició una brecha entre padre e hijo con hechos intrigantes. Min Joon crece hasta convertirse en un cínico adicto al trabajo, demasiado serio que no tiene interés en las mujeres y no las encuentra digno de su tiempo, pero que esconde un deseo de alma solitaria para estar con alguien. Entonces, un día, conoce a Rena, quien fue contratado para administrar uno de los nuevos restaurantes del TNC Grup. Min Joon se enamora de ella y le pide que se case con él. Cuando finalmente se entera de que Rena había planificado toda la estrategia de seducirlo para que algún día podría hacerse cargo del grupo, se siente conmocionado y traicionado. Pero, como Min Joon retira emocionalmente sus sentimientos, irónicamente, los sentimientos de Rena por él se vuelven reales.
El joven medio hermano de Min Joon es el rico playboy, Park Jae Joon. Él es obediente a los deseos de su madre Hee Ra, que lo adora a él y le presionó para entrar en la escuela de medicina y convertirse en un cirujano plástico. Ella establece una negocio de citas a ciegas en Kaohsiung, Taiwán con su hijo y Seo Yoo Ra, la única hija de la pareja Seo In Chul y Choi Hye Jin. Pero en lugar Jae Joon cumple a Kang Yi Sol, que sin él saberlo Yoo Ra había pagado para tomar su lugar. Él se enamora de Yi Sol al instante, y luego se vuelve amargado y decepcionado al enterarse de la verdad, y erróneamente asume Yi Sol para ser mercenario.
Kang Yi Sol tuvo una crianza feliz y amorosa en Taiwán a pesar de su pobreza. Tras su relación fallida con Jae Joon, ella vuela a Corea para asistir al funeral de su abuela. Al pasar por las pertenencias de su abuela, Yi Sol se entera de que la mujer que la crio, Gu Yang Soon, no es su madre biológica. Ella sigue la pista de su padre biológico, quien resulta ser el padre de Yoo Ra, Seo In Chul, pero él no quiere tener nada que ver con ella. Como ella no intervino más lejos en el pasado, Yi Sol, esta cada vez más cerca de descubrir que la madre biológica que la abandonó no es otra que Rena Jung.

## Reparto

### Personajes principales
- Kim Sung Ryung como Rena Jung / Jung Eun Hye / Lee Soo Jung, es una chef.
- Lee Sung-kyung como Kang Yi-sol, es la hija biológica de Rena e hija adoptiva de Yang-soon.
- Lee Jong-hyuk como Park Min-joon, es el hijo mayor de Park Tae-soo y heredero aparente de la corporación TNC Group.
- Yoon Park como Park Jae-joon, es el joven hermanastro menor de Min-joon y un estudiante de medicina.

### Personajes secundarios
- Kim Mi Sook como Ma Hee Ra.
- Jang Yong como Park Tae Soo.
- Song Ok Sook como Gu Yang Soon.
- Jo Hyung Ki como Heo Sam Shik.
- Jang Young-nam como Choi Hye Jin.
- Lee Hyung Chul como Seo In Chul.
- Go Woo Ri como Seo Yoo Ri.
- Kang Tae Oh como Heo Dong Gu.
- Lee Hye In como Kang Eun Sol.
- Choi Ro Woon como Heo Young Gu.
- Oh Dae-hwan como Ma Chang Soo.[3]
- Sun Woo Yong Yeo como Hee Ra.
- Choi Eun Kyung como Chef Na.
- Jo Han-chul como Kim Do Shin.
- Jung Hee Tae como Julian.
- Son Hwa Ryung como Jefe Oh.
- Kim Pul Su como Camarero.
- Yu Seung Ok como Instructor de yoga.

## Premios y nominaciones
| Año  | Categoría                                              | Premios                  | Nominado       | Resultado |
| ---- | ------------------------------------------------------ | ------------------------ | -------------- | --------- |
| 2016 | Best New Actress (TV)                                  | 52nd Baeksang Arts Award | Lee Sung-kyung | Nominada  |
| 2015 | Top Excellence Award, Actor in a Special Project Drama | 34th MBC Drama Award     | Lee Jong-hyuk  | Nominado  |
| 2015 | Best New Actress in Special Project Drama              | 34th MBC Drama Award     | Lee Sung-kyung | Ganó      |
| 2015 | Best New Actor in Special Project Drama                | 34th MBC Drama Award     | Yoon Park      | Nominado  |
| 2015 | Best New Actress                                       | 4th APAN Star Award      | Lee Sung-kyung | Nominada  |
| 2015 | Best New Actress                                       | 8th Korea Drama Award    | Lee Sung-kyung | Nominada  |